# Simon Sandberg
Simon Sandberg (Vestrogotia, 25 de marzo de 1994) es un futbolista sueco que juega en la demarcación de defensa para el IK Sirius de la Allsvenskan.

## Selección nacional
Tras jugar con la selección de fútbol sub-17 de Suecia, la sub-19 y la sub-21, finalmente hizo su debut con la selección absoluta el 12 de enero de 2020 en un encuentro amistoso contra Kosovo que finalizó con un resultado de 0-1 a favor del combinado sueco tras el gol de Simon Hedlund.

## Clubes
| Club             | País     | Año       | Partidos | Goles |
| ---------------- | -------- | --------- | -------- | ----- |
| BK Häcken        | Suecia   | 2013-2016 | 71       | 2     |
| PFC Levski Sofia | Bulgaria | 2016-2017 | 7        | 0     |
| Hammarby IF      | Suecia   | 2018-2022 | 143      | 1     |
| BK Häcken        | Suecia   | 2023-2024 | 42       | 2     |
| Lamia F. C.      | Grecia   | 2024-2025 | 6        | 0     |
| IK Sirius        | Suecia   | 2025-     |          |       |

## Palmarés

### Campeonatos nacionales
| Título         | Club        | País   | Año  |
| -------------- | ----------- | ------ | ---- |
| Copa de Suecia | BK Häcken   | Suecia | 2016 |
| Copa de Suecia | Hammarby IF | Suecia | 2021 |
| Copa de Suecia | BK Häcken   | Suecia | 2023 |